# 地利店
地利店（英語：Daily Stop）是香港一家連鎖式便利商店，透過特許經營方式經營。地利店曾是香港第三大便利商店，全盛時期擁有超過100家分店，網絡分佈於多個香港地鐵沿線車站及九廣鐵路沿線車站、商場、公共屋邨及屋苑等。當時其競爭對手為7-Eleven及OK便利店。地利店2004年終結，併入7-Eleven.

## 歷史
地利店原為「香港電視（無綫電視）服務站」，於1982年開業，曾銷售無綫電視相關產品，是無綫電視的附屬業務。
1988年，當時香港政府在《電視條例》規定，禁止所有香港電視台及旗下公司經營其他非廣播相關業務。因此，無線電視就分拆成電視廣播有限公司和“香港電視集團”（後改稱“電視企業”並獨立上市，其後再被私有化），香港電視服務站與《香港電視》雜誌、華星唱片及見聞會社一同撥入香港電視集團，從此無綫電視的電視廣播業務和與電視廣播事業無關的業務劃清界線。其後集團控股權又轉讓予當時無線電視的股東嘉里集團。
1990年代，香港電視服務站改稱「地利店」，並將業務併入南華早報集團。地利店併入南華早報集團後，業務不斷擴大，曾開設超過100家便利店。

## 收購
2004年9月，南華早報集團宣布以1.05億港元出售旗下87間地利店予牛奶公司旗下的7-Eleven，所有地利店分店易名為7-Eleven。交易在2004年10月完成，南華早報集團在交易將可取得7,600萬港元收益。
其後，7-11便利店的分店數目由510間大幅提升至597間。所有於地利店售賣的貨品售價已改用7-11便利店的售價，亦會提供自由斟及思樂冰等7-11便利店產品。地利店終結22年的歷史，香港主要便利店業務從此維持7-11便利店和其唯一競爭對手OK便利店互相爭霸的局面。直至VanGO便利店成立加入戰團。

## 產品
地利店銷售食品、饮料、軟件、日用品、药物、香煙、酒類、玩具、部份精品、報紙及雜誌等貨品，還開設電話卡及八達通等相關服務。

## 經營特色
- 由於和TVB有著姊妹公司關係，該店自成立以來也兼具宣傳功能，猶其當電視台有大型活動招募參加者，如香港小姐競選、新秀歌唱大賽、電視製作專業訓練中心招生等，香港電視服務站均會派發和代收表格。
- 自1982年起，地利店成為了地鐵站內唯一的便利店，直至1990年代末期地鐵公司（今港鐵公司）開放站內便利店競爭為止。
- 自2000年代開始，地利店新增非現金付款機制，接受八達通付款。